# Rattus timorensis
Rattus timorensis és una espècie de mamífer rosegador de la família dels múrids. És endèmica del Timor Occidental (Indonèsia). És coneguda a partir d'un únic exemplar trobat el 1990.